# José Isaza Chu
José Isaza Chu (1 de junio de 1972) es un nadador panameño. Compitió en tres eventos en los Juegos Olímpicos de 1996.

## Biografía
Isaza Compitió en los Juegos Olímpicos de Atlanta 1996 en donde participó en los 100 metros libre quedando en la posición cuarenta y tres en la ronde preliminar con 51.86 segundos, en los 200 metros libre quedando en la posición treinta y tres en la ronda preliminar con 1:54.58 minutos y en los 100 metros mariposa quedando en la posición cincuenta y cinco en la ronda preliminar con 57.62 segundos.